# Municipio de Santa María Atzompa
El municipio de Santa María Atzompa (del náhuatl: atl, tzontle, pan ‘agua, altura, sobre’‘En la cumbre del agua’) es uno de los 570 municipios que conforman al estado mexicano de Oaxaca. Pertenece al distrito centro, dentro de la región valles centrales. Su cabecera es la localidad de Santa María Atzompa. 

## Historia
La ciudad fue fundada entre el 500 y el 850 como una ciudad satélite de Monte Albán, junto con otras comunidades cercanas como Cerro del Gallo, El Plumaje, Monte Albán Chico y El Mogollito. Estas comunidades fueron creadas como resultado de la expansión de la ciudad zapoteca grande, pero fueron considerados como unidades separadas, en lugar de los barrios de la ciudad propiamente dicha.

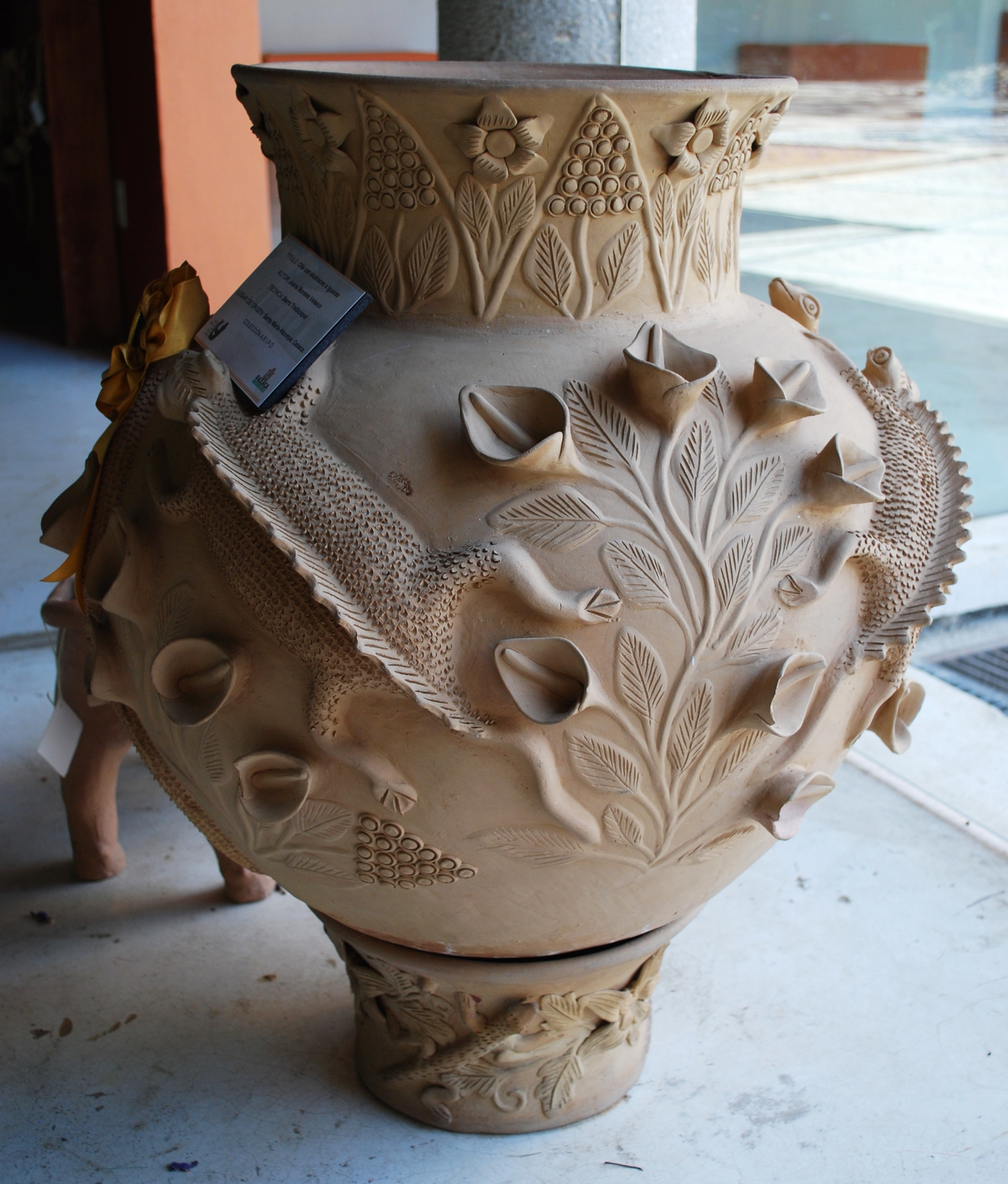
La cerámica de Atzompa.

La comunidad de Atzompa se estableció en una colina por razones estratégicas, con vistas al fértil Valle de Etla, en parte como un baluarte contra los vecinos mixtecos. También hay pruebas de que la ciudad sirvió como estación de paso para las últimas piedras de cantera en su camino para la construcción de los últimos edificios en la ciudad de Monte Albán. Los objetos que se encuentran en el sitio incluyen cerámica negra, así como otros objetos de obsidiana y muestra las conexiones comerciales con áreas como Teotihuacán, la Sierra de las Navajas, en Hidalgo, y Guatemala .
Después de la conquista española, se le agregó a Atzompa el apelativo "Santa María" en honor a la patrona del lugar.
En 1999 Atzompa permitió a sus mujeres la participación en el gobierno municipal de usos y costumbres.(Requiere cita)

## Alfarería
La alfarería de esmalte verde de Atzompa se vende en casi cualquier esquina del estado y antes de la llegada del metal y del plástico, ya se había ganado su prestigio. El acabado vítreo, verde o ámbar, no solo la distingue, sino la hace menos porosa y fácil de limpiar. Atzompa es el segundo pueblo alfarero de Oaxaca (después de San Bartolo Coyotepec), con unos 450 domicilios, donde se produce activamente alfarería.
A la sombra de Monte Albán, el pueblo produce alfarería hace al menos 2 mil años. La mayor parte de ella en ese momento era la cerámica gris, típica de la zona de los alrededores, aunque existe una mayor diversidad de formas, incluyendo cabezas jaguar y garras de águila.
Durante el siglo XVI se introdujeron las técnicas para el modelado del vidrio. En la primera mitad del siglo XX Atzompa fue el principal productor de cerámica de la región, y sus productos fueron enviados a todas partes de México y exportados a los Estados Unidos. Sin embargo, este auge se detuvo debido a la presencia del plomo en el esmalte de la cerámica, situación corregida en la actualidad.
La mayoría de la cerámica con acristalamiento de la comunidad, cuyo distintivo es el color verde, es vendida en la vecina ciudad de Oaxaca. Una gran parte de las familias de la población tienen una vida de subsistencia a través de su producción y comercio y por el cultivo de maíz. 
Atzompa produce tres estilos diferentes de alfarería: piezas utilitarias esmaltadas en verde y ámbar; alfarería decorativa esmaltada en diversidad de colores; alfarería y escultura sin esmalte con aplicación de ornato.
Recientemente, varias innovaciones se han ideado para tratar de ayudar a revivir el mercado de la cerámica. En la década de 1990 el gobierno mexicano desarrolló esmaltes sin plomo que se comercializan en masa. En la década de 2000 un mercado de la cerámica de cooperación fue creado en la ciudad.

## Sitio arqueológico
El 18 de septiembre de 2012 fue inaugurado y abierto al público el Conjunto Monumental de Atzompa, ubicado en la cumbre del cerro El Bonete.
Desde 1936 se tenía noticia del sitio gracias a las primeras exploraciones realizadas por el arqueólogo Jorge R. Acosta, miembro del equipo de Alfonso Caso durante el Proyecto Monte Albán. Fue en el 2007 cuando el Instituto Nacional de Antropología e Historia comenzó la investigación formal.
Se determinó que el sitio era un asentamiento de al menos dos importantes familias zapotecas de Monte Albán. Fue habitado desde el 250 hasta el 900 d. C., siendo el periodo de máximo esplendor entre el 500 y el 800 d. C.
Por un horno de cerámica hallado en las inmediaciones de la Casa de los Altares, y por los restos arqueológicos encontrados, se infiere que la alfarería atzompeña data desde esas fechas precolombinas hasta la actualidad.

## Usos y costumbres
En esta población, los abuelos siguen transmitiendo a los jóvenes el gusto y apego por sus usos y costumbres, lo que ha sido bien aceptado, actualmente sigue perdurando la figura de la dote y todo lo que rodea la celebración de un matrimonio, mismo que es una verdadera fiesta, la dote, es ofrecida por ambas parejas de padres en el momento en que dichas familias de los novios se reúnen para pedir la mano de la novia y acordar la fecha en que se efectuará la celebración del matrimonio, así, el día de la boda eclesiástica los familiares llevan hasta el altar los regalos, consistentes en muebles de todo tipo como el ropero, mesa, sillas, que serán usados por los novios, así como canastos hechos de carrizo que contienen ropa, sábanas nuevas, todos estos objetos son bendecidos y a la salida de la iglesia, familiares y amigos se disponen a caminar hacia el lugar donde será el festejo, en el trayecto se turnan cargando los muebles y bailan alrededor de los mismos, esta ceremonia se realiza con la finalidad de impregnar los objetos de buenas energías y mejores deseos, siendo el inicio del matrimonio en un contexto positivo que seguramente se conservará en el camino que en ese momento se inicia.